# Гринвуд, Рон
Ро́нальд (Рон) Гри́нвуд (англ. Ronald 'Ron' Greenwood; 11 ноября 1921 — 9 февраля 2006) — английский футболист и футбольный тренер.

## Игровая карьера
Рональд Гринвуд родился в семье маляра. В 14 лет он бросил школу и какое-то время, как и отец, красил вывески. Некоторое время играл в юношеской команде «Челси». Во время второй мировой войны служил в Королевских ВВС в Северной Ирландии.
Футбольная карьера Рона началась в 1945 году в заштатном «Брэдфорд Парк Авеню». В 1949 году его купил «Брентфорд». Там Гринвуд стал основным защитником и забил свой единственный гол в карьере. В 1952 году он вернулся в «Челси». Там Рон выиграл свой единственный титул чемпиона Англии. Последний год Гринвуд отыграл в скромном, тогда, «Фулхэме».

## Тренерская карьера
Недолгое время Рон тренировал «Оксфорд Юниверсити» (команду Оксфордского университета). В 1958 году Гринвуд стал помогать главному тренеру «Арсенала» Джорджу Свиндину. В 1959 году клуб завоевал бронзовую медаль, что было несомненным успехом для «Арсенала», который тогда был середняком чемпионата.

### «Вест Хэм Юнайтед»
В 1961 году начинается лучший период в карьере Гринвуда — он приходит в «Вест Хэм Юнайтед». В 1964 году команда завоевала свой первый серьёзный трофей — Кубок Англии, победив в финале «Престон Норт Энд» — 3:2. Команда победила и в Суперкубке, разделив его с «Ливерпулем» — 2:2.
А в 1964 году «молотобойцы» завоевали свой первый и последний европейский трофей — Кубок Кубков. В нём «Вест Хэм» прошёл «Гент», «Лозанну», пражскую «Спарту», «Сарагосу» и в финале на Имперском стадионе «Уэмбли» победил «Мюнхен-1860» — 2:0. В следующем году «Вест Хэм» остановился в шаге от финала, уступив «Боруссии» из Дортмунда.
В 1966 году в финале Кубка Лиги «молотобойцы» уступили по сумме двух матчей — 3:5. На этом трофеи эпохи Рона Гринвуда закончились. В чемпионате команда не блистала — 12-е, 16-е, 17-е место. В 1974 году Рон Гринвуд ушёл в отставку. В 1974—1977 годах он был членом правления клуба.

### Сборная Англии
4 июня 1977 года Гринвуда неожиданно назначают тренером сборной Англии вместо Дона Реви. Стояла задача — вывести команду на ЧМ-1978. Но Англия по разнице мячей уступила итальянцам.
В 1980 году Гринвуд вывел команду в финальный этап первого за 10 лет крупного международного турнира — ЧЕ-1980. Однако в своей группе сборная заняла только третье место, запомнившись лишь буйством болельщиков.
На ЧМ-1982 команда блистательно прошла групповой турнир, победив во всех трёх матчах. Но во втором раунде последовали две нулевые ничьи — с Испанией и ФРГ. После этого Гринвуд подал в отставку. Конечно, нельзя назвать период Гринвуда в сборной очень успешным, но он вернул команду в элиту мирового футбола.
В дальнейшем работал комментатором на радио BBC.
Рональд Гринвуд умер 9 февраля 2006 года от болезни Альцгеймера.

## Достижения

### В качестве игрока
«Челси»
- Чемпион Первого дивизиона: 1954/55

### В качестве тренера
«Вест Хэм Юнайтед»
- Обладатель Молодёжного Кубка Англии: 1963
- Обладатель Кубка Англии: 1964
- Обладатель Суперкубка Англии: 1964
- Обладатель Кубка обладателей кубков УЕФА: 1964/65